# Hebeloma sinuosum

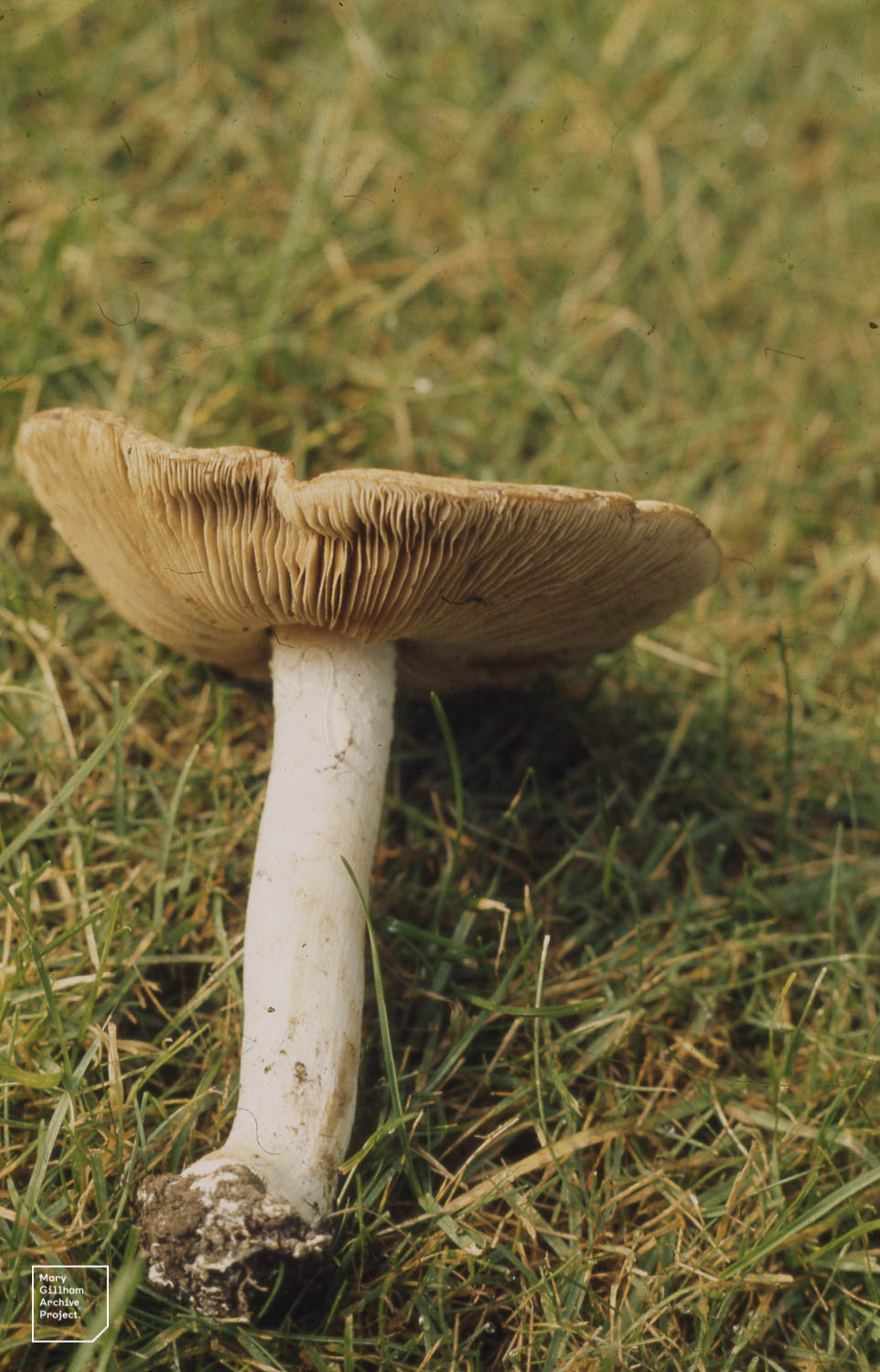
Hebeloma sinuosum lớn, Hẻm núi Taf Fechan

Hebeloma sinuosum là một loài nấm ở Hymenogastraceae.